# 番杏科
番杏科是雙子葉植物綱，石竹目的一個科，約120屬，1800種。番杏科植物主要分佈在非洲南部，在澳洲和中太平洋地區也有少量分佈。

## 形態
多為草本植物，稀為木本。莖為直立莖或平臥莖。葉為單葉，對生或互生，葉通常為肉質，葉緣全緣（或稀為齒狀）。花輻射對稱，多為兩性花，少數為單性花，花腋生，單生花或聚繖花序。花萼有萼片5片（3-8片），萼片基部通常會相互結合。無真正的花瓣，不過有些種類有由退化雄蕊瓣化而成的線形花瓣。果實為蒴果，每一室有一或多個種子遇水會打開釋放出種子。

## 應用
本科少數種類（特別是原產於南非的莫邪菊）被廣泛的引入其他地區栽種，而後變成了入侵植物。在某些乾旱地區，番杏常被栽培來做為觀賞植物，也被用來代替菠菜做成沙拉食用。本科植物中有很多種類的葉片肥厚多肉，葉形奇特，常被栽培做為多肉植物觀賞。

## 分類
当前在界定上最广为接受、相对广义的番杏科概念依分子系统发生分析结果可分为四个亚科，分别为海马齿亚科（Sesuvioideae）、景天番杏亚科（Aizooideae）、日中花亚科（Mesembryanthemoideae）和舟叶花亚科（Ruschioideae）。在2003年APG II分类系统发布之前，部分学者主张将目前相对广义的番杏科散布于三个不同的科，分别为含有番杏屬和Tribulocarpus等类群的狭义番杏科（Tetragoniaceae Link），含有海马齿属等类群的海马齿科（Sesuviaceae Horan.），以及含有日中花属等大部分广义番杏科成员的日中花科（Mesembryanthemaceae Fenzl）。

## 屬
- 斗鱼花属（Acrodon）
- 半隔番杏属（Acrosanthes）
- 琴霓花属（Aethephyllum）
- 碧光環／楠舟屬（Aizoaceae）
- 隆果番杏属（Aizoanthemum）
- 景天番杏属（Aizoon）
- 菱鮫玉屬（Aloinopsis）
- 勋玉树属（Amphibolia）
- 银丽玉属（Antegibbaeumn）
- 眉葉番杏屬（Antimima）
- 花蔓草屬（Apatesia）
- 露草屬（Aptenia）
- 刺番杏屬（Arenifera）
- 佛指草／銀葉花屬（Argyroderma）
- 神靴草屬（Aridaria）
- （Aspazoma）
- 鹿角海棠屬（Astridia）
- 仙女花／照波屬（Bergeranthus）
- Berrisfordia
- 碧姬蓮屬（Bijlia）
- 白浪蟹屬（Braunsia）
- 角葉草屬（Brianhuntleya）
- 南明香屬（Brownanthus）
- 棠劍川屬（Carpanthea）
- 莫邪菊屬（Carpobrotus）
  - 莫邪菊（Carpobrotus edulis）
- 菊波花属 Carruanthus
- 藐唱花属 Caryotophora Leistner, 1958
- 繪島屬 Cephalophyllum
- 细鳞玉属 Cerochlamys N. E. Br., 1928
- 唐锦玉属 Chasmatophyllum (Schwantes) Dinter & Schwantes, 1927
- 蝦蚶花屬 Cheiridopsis
- 浴凰花属 Circandra N. E. Br., 1930
- 神武寺屬 Cleretum
- 針葉花屬 Conicosia
- 肉錐花屬 Conophytum
- 丽人玉属 Corpuscularia Schwantes, 1926
- 胜矛玉属 Cylindrophyllum Schwantes, 1927
- 蜂巢草属 Cypselea Turpin, 1806
- 胖葉草屬（Dactylopsis）
- 露子花屬（Delosperma）
- 春芽草屬（Dicrocaulon）
- 元寶花屬（Didymaotus）
- 春桃玉屬（Dinteranthus）
- 怪奇玉屬（Diplosoma）
- 圆棒玉属 Disphyma N. E. Br., 1925
- 彩虹菊屬（Dorotheanthus）
- 魔幻龍屬（Dracophilus）
- 神刀玉属 Drosanthemopsis Rauschert, 1982
- 冰葉花屬（Drosanthemum）
- 小葉番杏屬（Eberlanzia）
- 章魚爪屬（Ebracteola）
- 辉玉树属 Enarganthe N. E. Br., 1930
- 美菊玉屬 Erepsia
- 崖丽花属 Esterhuysenia L. Bolus, 1967
- 虎紋草屬／肉黃菊屬 Faucaria
- 窗玉屬／棒葉花屬／棒葉花屬 Fenestraria
- 晃玉屬／光玉屬 Frithia
- 美葉番杏屬 Galenia
- 寶錠草屬／藻玲玉屬 Gibbaeum
- 舌葉花屬 Glottiphyllum
- 叉葉草屬／寶綠屬 Gunniopsis）
- 扁棱玉屬 Hallianthus）
- 鏈球玉屬 Hammeria）
- 龍骨角屬 Hereroa）
- 美翼玉属 Herreanthus Schwantes, 1928
- 風之玉屬（Hymenogyne）
- 瘤之玉屬（Ihlenfeldtia）
- Imitaria
- 白鴿玉屬（Jacobsenia
- Jensenobotrya
- 龍鬚玉屬（Jordaaniella）
- 飛鳳草屬（Juttadinteria）
- Khadia
- 中日花屬（Lampranthus）
- 魔玉屬（Lapidaria）
- 紫玲玉屬（Leipoldtia）
- 生石花属（Lithops）
- 翡翠虎牙屬（Machairophyllum）
- 犀權杖屬（Macrocaulon）
- 姬神刀屬（Malephora）
- 妖奇玉屬（Maughaniella）
- 松葉菊屬（Mesembryanthemum）
- 聖冰花屬（Mestoklema）
- 碧光環屬（Meyerophytum）
- 鸊鷉玉屬（Micropterum）
- 奇鳥菊屬（Mitrophyllum）
- 碧光环属 ／摩西雅屬（Monilaria）
- Mossia
- 寶輝玉屬（Muiria）
- Namaquanthus
- 納米比亞屬（Namibia）
- 日夜花屬（Nananthus）
- Nelia
- 姬天女屬（Neohenricia）
- 雲上花屬（Neorhine）
- 祖母寶綠屬（Octopoma）
- 齒鶉之翼屬（Odontophorus）
- 胡桃玉屬（Oophytum）
- 風鈴玉屬（Ophthalmophyllum）
- 翠皮玉屬（Opophytum）
- Orthopterum
- Oscularia
- Ottosonderia
- 天使之吻屬（Phyllobolus）
- 白魔玉屬（Platythyra）
- 鳳卵草／對葉花屬（Pleiospilos）
- Plinthus
- Polymita
- 鱷之唇屬（Prepodesma）
- Psammophora
- Pseudobrownanthus
- 紅唇花屬（Psilocaulon）
- 雷鳥屬（Punctillaria）
- 荒霧屬（Rabiea）
- 白美人屬（Rhinephyllum）
- 快刀亂麻／童子軍屬（Rhombophyllum）
- 紅番屬（Ruschia）
- 僧兵帽屬（Ruschianthemum）
- Ruschianthus
- 鐵荊棘屬（Saphesia）
- 魔杖屬（Sarcozona）
- 飛天玉屬（Sceletium）
- Schlechteranthus
- Schwantesia
- Scopelogena
- 節頸玉屬（Semnanthe）
- 海馬齒／銀肌玉屬（Sesuvium）
- 瑞虎玉屬（Skiatophytum）
- 珊瑚蟲屬（Smicrostigma）
- 鷹巢屬（Sphalmanthus）
- Stayneria
- 節度使屬（Stigmatocarpum）
- 龍鱗玉屬（Stoeberia）
- Stomatium
- 西番王屬（Synaptophyllum）
- Tanquana
- 番杏屬（Tetragonia）
  - 番杏（Tetragonia tetragonioides）
- 天女属（Titanopsis）
- 假海馬齒屬（Trianthema）
- Tribulocarpus
- 仙寶屬（Trichodiadema）
- Vanheerdea
- Vanzijlia
- Wooleya
- Zaleya
- Zeuktophyllum